# Karl Erik Thomé
Karl Erik Gustaf Thomé, född 7 augusti 1908 i Lund, död där 4 mars 1994, var en svensk livsmedelsingenjör. Han var son till Gustaf Thomé. 
Thomé blev filosofie licentiat 1937 och filosofie doktor 1939 på avhandlingen Alkalisk hydrolys av acylerade oxisyror. Han blev professor vid Alnarps lantbruksinstitut och föreståndare för statens mejeriförsök 1947, var professor i mjölkprodukternas teknologi vid Alnarp och föreståndare för institutets mejeriavdelning 1954-67 samt professor i livsmedelsteknologi vid Lunds tekniska högskola (LTH) 1967-74.
Bland Thomés övriga skrifter märks Mjölken och dess behandling (tillsammans med Helge Ryde, 1954, sjunde upplagan 1960) samt vetenskapliga avhandlingar och artiklar i fackpressen. Han var manusförfattare till filmen Bättre mjölkhygien (1953) och ansvarig för tidskriften "Livsmedelsteknik" 1968-82. Han invaldes som ledamot av Lantbruksakademien (sedermera Skogs- och Lantbruksakademien) 1948 och av Fysiografiska sällskapet i Lund 1954.